# Нікулинська (Приозерне сільське поселення)
Нікулинська (рос. Никулинская) — присілок в Каргопольському районі Архангельської області Російської Федерації.
Населення становить 21 особу. Органом місцевого самоврядування до 2020 року було Приозерне муніципальне утворення.

## Історія
Від 1937 року належить до Архангельської області.
Від 2004 року належить до муніципального утворення Приозерне муніципальне утворення.

## Населення
1. Н/Д[2]